# Тарханське сільське поселення
Тарха́нське сільське поселення (рос. Тарханское сельское поселение) — муніципальне утворення у складі Батиревського району Чувашії, Росія. Адміністративний центр — село Тархани.

## Населення
Населення — 1570 осіб (2019, 1934 у 2010, 2112 у 2002).

## Склад
До складу поселення входять такі населені пункти:
| Населений пункт            | Населення, осіб (2002) | Населення, осіб (2010) |
| -------------------------- | ---------------------- | ---------------------- |
| Абамза, присілок           | 567                    | 503                    |
| Верхнє Турмишево, присілок | 318                    | 290                    |
| Тархани, село              | 1087                   | 1037                   |
| Хурама-Твар, селище        | 140                    | 104                    |